# Turul Elveției 2011
Turul Elveției 2011 este a 75 ediție a Turului Elveției care se desfășoară în perioada 11-19 iunie 2011.

## Echipe
Pentru ediția din 2011, au fost invitate 20 de echipe. Acestea sunt:
| - Ag2r-La Mondiale - Omega Pharma-Lotto - Quick Step - Team Saxo Bank-SunGard - Lampre-ISD - Liquigas-Cannondale - Astana - Leopard Trek - Netapp - Rabobank | - Vacansoleil-DCM - Team Katusha - Euskaltel-Euskadi - Movistar Team - Team Type 1 - BMC Racing Team - Garmin-Cervélo - HTC-Highroad - Team RadioShack - Team Sky |

## Etapele programate
| #       | Dată     | Start        | Sosire        | Km    | Câștigător              |
| ------- | -------- | ------------ | ------------- | ----- | ----------------------- |
| 1 (ITT) | 11 iunie | Lugano       | Lugano        | 7.3   | Fabian Cancellara (LEO) |
| 2       | 12 iunie | Airolo       | Crans-Montana | 149   | Mauricio Soler (MOV)    |
| 3       | 13 iunie | Brig         | Grindelwald   | 107.6 | Peter Sagan (LIQ)       |
| 4       | 14 iunie | Grindelwald  | Huttwil       | 198   | Thor Hushovd (GRM)      |
| 5       | 15 iunie | Huttwil      | Tägerschen    | 204   | Borut Božič (VCD)       |
| 6       | 16 iunie | Tägerschen   | Malbun        | 158   | Steven Kruijswijk (RAB) |
| 7       | 17 iunie | Vaduz        | Serfaus       | 223   | Thomas De Gendt (VCD)   |
| 8       | 18 iunie | Tübach       | Schaffhausen  | 167   | Peter Sagan (LIQ)       |
| 9 (ITT) | 19 iunie | Schaffhausen | Schaffhausen  | 32    | Fabian Cancellara (LEO) |

## Evoluția clasamentelor
| Etapa | Câștigător              | Clasament general       | Clasament cățăratori  | Clasament pe puncte      | Clasament sprinter  | Clasament echipe   |
| ----- | ----------------------- | ----------------------- | --------------------- | ------------------------ | ------------------- | ------------------ |
| 1     | Fabian Cancellara (LEO) | Fabian Cancellara (LEO) | nu se acordă          | Fabian Cancellara (LEO)  | nu se acordă        | Leopard Trek (LEO) |
| 2     | Mauricio Soler (MOV)    | Mauricio Soler (MOV)    | Matti Breschel (RAB)  | Tejay van Garderen (THR) | Lloyd Mondory (ALM) | Rabobank (RAB)     |
| 3     | Peter Sagan (LIQ)       | Damiano Cunego (LAM)    | Laurens ten Dam (RAB) | Peter Sagan (LIQ)        | Lloyd Mondory (ALM) | Rabobank (RAB)     |
| 4     | Thor Hushovd (GRM)      | Damiano Cunego (LAM)    | Laurens ten Dam (RAB) | Peter Sagan (LIQ)        | Lloyd Mondory (ALM) | Rabobank (RAB)     |
| 5     | Borut Božič (VCD)       | Damiano Cunego (LAM)    | Laurens ten Dam (RAB) | Peter Sagan (LIQ)        | Lloyd Mondory (ALM) | Rabobank (RAB)     |
| 6     | Steven Kruijswijk (RAB) | Damiano Cunego (LAM)    | Laurens ten Dam (RAB) | Peter Sagan (LIQ)        | Lloyd Mondory (ALM) | Rabobank (RAB)     |
| 7     | Thomas De Gendt (VCD)   | Damiano Cunego (LAM)    | Andy Schleck (LEO)    | Peter Sagan (LIQ)        | Lloyd Mondory (ALM) | Leopard Trek (LEO) |
| 8     | Peter Sagan (LIQ)       | Damiano Cunego (LAM)    | Andy Schleck (LEO)    | Peter Sagan (LIQ)        | Lloyd Mondory (ALM) | Leopard Trek (LEO) |
| 9     | Fabian Cancellara (LEO) | Levi Leipheimer (RSH)   | Andy Schleck (LEO)    | Peter Sagan (LIQ)        | Lloyd Mondory (ALM) | Leopard Trek (LEO) |
| Final | Final                   | Levi Leipheimer (RSH)   | Andy Schleck (LEO)    | Peter Sagan (LIQ)        | Lloyd Mondory (ALM) | Leopard Trek (LEO) |